# Maika Monroe
Maika Monroe (nascida Dillon Monroe Buckley; Santa Bárbara, 29 de maio de 1993), é uma atriz e atleta de kiteboard profissional norte-americana. Ela iniciou sua carreira no esporte, alcançando reconhecimento internacional antes de transicionar para a atuação. Após sua estreia no cinema com o drama At Any Price (2012), Monroe ganhou notoriedade no gênero de terror com atuações aclamadas nos filmes The Guest (2014) e It Follows (2014), que a estabeleceram como um ícone proeminente do cinema de terror contemporâneo, frequentemente apelidada de "scream queen" (rainha do grito).
Seu trabalho subsequente inclui papéis em grandes produções como Independence Day: Resurgence (2016) e uma variedade de filmes independentes de suspense e terror, como Watcher (2022), Significant Other (2022) e Longlegs (2024), consolidando sua reputação por performances que exploram temas de trauma, perseguição e resiliência feminina.

## Início da vida e carreira no kiteboard
Dillon Monroe Buckley nasceu em 29 de maio de 1993, em Santa Bárbara, Califórnia. Filha de Dixie, uma intérprete de língua de sinais, e Jack Buckley, um empreiteiro da construção civil. Ela posteriormente adotou o nome Maika, pelo qual era conhecida informalmente durante a maior parte de sua vida. Desde cedo, Monroe demonstrou uma forte inclinação para o esporte, seguindo a paixão de seu pai pelo kitesurf, também conhecido como kiteboard. Ela começou a praticar o esporte aos 13 anos.
O que começou como um hobby rapidamente se tornou uma carreira séria. Aos 17 anos, com o objetivo de treinar em tempo integral e competir profissionalmente, Monroe tomou a decisão de se mudar de Santa Bárbara para a costa norte da República Dominicana, especificamente para a cidade de Cabarete, um local mundialmente famoso por suas condições ideais para o kitesurf. Ela havia concluído seus estudos online e convenceu seus pais a apoiarem a mudança. Em Cabarete, ela dividia seu tempo entre treinos intensivos na água e trabalhos como garçonete para se sustentar. Sua dedicação rendeu frutos, e ela se tornou uma atleta patrocinada pela F-One, uma das principais marcas do esporte, alcançando o segundo lugar no ranking internacional de estilo livre.
A transição para a atuação começou de forma inesperada. Durante seu tempo na República Dominicana, um acidente durante a prática de kitesurf resultou em uma lesão que exigiu pontos e a deixou temporariamente fora da água. Esse período de inatividade a levou a refletir sobre suas ambições de longo prazo e a considerar a atuação, uma paixão que nutria desde a infância. Ao retornar aos Estados Unidos, ela se matriculou em aulas de teatro e começou a fazer audições, utilizando a mesma disciplina e foco que desenvolveu como atleta profissional.

## Carreira de atriz

### Primeiros trabalhos e transição (2012–2013)
A estreia de Monroe no cinema ocorreu em 2012, no filme At Any Price, dirigido por Ramin Bahrani. No filme, ela interpretou Cadence Farrow, a namorada do personagem de Zac Efron. Embora o papel fosse secundário, a experiência de trabalhar ao lado de atores estabelecidos como Efron e Dennis Quaid, e a estreia do filme no Festival de Veneza, proporcionaram a Monroe uma valiosa introdução à indústria cinematográfica.
No ano seguinte, ela teve uma pequena participação no filme The Bling Ring (2013), de Sofia Coppola, e um papel mais substancial no drama Labor Day (2013), dirigido por Jason Reitman. Em Refém da Paixão, ela interpretou Mandy, o interesse amoroso do protagonista na juventude, contracenando com Kate Winslet e Josh Brolin. Trabalhar com um diretor aclamado e um elenco de alto calibre foi fundamental para seu desenvolvimento como atriz. Ela descreveu a experiência como "uma aula de mestre", onde aprendeu observando a metodologia de seus colegas mais experientes.

### A ascensão como "Scream Queen" (2014)
O ano de 2014 foi um divisor de águas na carreira de Monroe, solidificando seu status no cinema de gênero. Ela estrelou dois filmes de terror independentes que se tornaram sucessos de crítica e cult: The Guest e It Follows.
Em The Guest, dirigido por Adam Wingard, ela interpretou Anna Peterson, uma jovem que desconfia de um misterioso soldado (interpretado por Dan Stevens) que se insere na vida de sua família. Sua atuação foi elogiada por equilibrar a vulnerabilidade da personagem com uma crescente determinação e inteligência. O filme, um thriller estilizado com influências dos anos 80, foi aclamado por sua originalidade e pelas performances do elenco.
No entanto, foi com It Follows, do diretor David Robert Mitchell, que Monroe alcançou reconhecimento internacional. No filme, ela interpreta a protagonista Jay Height, uma jovem que, após um encontro sexual, passa a ser perseguida por uma entidade sobrenatural que assume diferentes formas humanas e só pode ser vista por ela. O filme foi uma sensação no Festival de Cannes e recebeu aclamação quase universal por sua premissa original, atmosfera aterrorizante e subtexto sobre ansiedade, sexualidade e mortalidade na juventude. A performance de Monroe foi central para o sucesso do filme. Os críticos destacaram sua capacidade de transmitir um medo palpável e uma profunda melancolia, criando uma "final girl" complexa e moderna, que é simultaneamente vítima e caçadora. O sucesso de It Follows não apenas solidificou sua reputação como uma "rainha do grito", mas também demonstrou sua habilidade para ancorar um filme com uma performance emocionalmente ressonante.

### Incursões em blockbusters e cinema independente (2015–2018)
Após o sucesso no circuito independente, Monroe participou de produções de maior orçamento. Em 2016, ela se juntou ao elenco da ficção científica A 5ª Onda, interpretando a personagem durona e habilidosa Ringer. No mesmo ano, ela assumiu o papel de Patricia Whitmore, a filha do ex-presidente dos Estados Unidos, no blockbuster Independence Day: Resurgence, sequência do sucesso de 1996. Embora esses filmes tenham proporcionado maior visibilidade, eles receberam críticas mistas e suas performances tiveram menos destaque em comparação com seus trabalhos no cinema de gênero.
Paralelamente, Monroe continuou a buscar projetos independentes desafiadores. Ela estrelou filmes como Hot Summer Nights (2017), um drama criminal ambientado nos anos 90, e Bokeh (2017), um drama de ficção científica sobre um casal que acorda e descobre ser as últimas pessoas na Terra. Em 2018, ela estrelou o thriller de ficção científica da Netflix, Tau, e o suspense psicológico Greta, ao lado da veterana atriz Isabelle Huppert. Em Greta, ela interpreta uma jovem que se torna o alvo da obsessão de uma mulher mais velha, um papel que novamente explorou temas de perseguição e sobrevivência.

### Maturidade artística e aclamação contínua (2019–presente)
A partir de 2019, Monroe focou sua carreira em filmes independentes que lhe permitiam explorar personagens complexos e narrativas densas, consolidando ainda mais sua imagem no cinema de terror e suspense. Em Villains (2019), ela e Bill Skarsgård interpretam um casal de criminosos amadores que invadem uma casa e descobrem um segredo sombrio.
Em 2022, ela entregou uma de suas performances mais elogiadas em Watcher, dirigido por Chloe Okuno. No filme, ela interpreta Julia, uma mulher que se muda para Bucareste com seu marido e se convence de que está sendo observada por um vizinho misterioso. A atuação de Monroe foi aclamada por sua representação matizada da ansiedade e do isolamento, capturando a experiência de uma mulher cuja intuição é constantemente invalidada por aqueles ao seu redor. O filme foi elogiado como um thriller hitchcockiano moderno e um comentário potente sobre a violência psicológica. No mesmo ano, ela estrelou Significant Other, um thriller de ficção científica onde um casal em uma viagem de acampamento encontra uma presença sinistra.
O ano de 2024 marcou outro pico em sua carreira com o lançamento de Longlegs, dirigido por Osgood Perkins. No filme, ela interpreta a agente do FBI Lee Harker, uma jovem recruta com uma conexão pessoal e psíquica com um assassino em série ocultista, interpretado por Nicolas Cage. O filme foi um sucesso de crítica e bilheteria, elogiado por sua atmosfera de terror gótico e sua cinematografia perturbadora. A performance de Monroe foi novamente destacada, com críticos elogiando sua capacidade de transmitir inteligência, vulnerabilidade e uma determinação sombria, servindo como o centro moral e emocional do filme em contraponto à presença caótica de Cage. A complexidade de Harker, uma personagem que usa sua própria escuridão para confrontar o mal, foi vista como uma evolução significativa em sua carreira, solidificando-a como uma das atrizes mais importantes e consistentes do terror moderno.

## Estilo de atuação e temas
Maika Monroe é amplamente reconhecida por seu trabalho no gênero de terror, onde se especializou em retratar personagens femininas que enfrentam traumas extremos e situações de perseguição. Seu estilo de atuação é caracterizado por uma forte fisicalidade, provavelmente influenciada por seu passado como atleta, e uma capacidade de externalizar o medo e a ansiedade de forma convincente e visceral.
Críticos e acadêmicos de cinema notam que as personagens de Monroe frequentemente transcendem o arquétipo da "final girl". Em vez de serem apenas sobreviventes passivas, suas protagonistas, como Jay em It Follows e Lee Harker em Longlegs, são agentes ativos em suas próprias narrativas. Elas são frequentemente inteligentes, observadoras e resilientes, usando sua perspicácia para lutar contra as forças que as ameaçam. Seus papéis exploram consistentemente temas como:
- Paranoia e Gaslighting: Em filmes como Watcher e The Guest, suas personagens lutam para que suas percepções e medos sejam validados por um mundo cético, um comentário sobre como as preocupações femininas são frequentemente descartadas.
- Trauma e Memória: A luta contra entidades sobrenaturais ou assassinos em série muitas vezes serve como uma metáfora para o confronto com traumas passados e medos internalizados.
- Agência e Sobrevivência: Suas performances enfatizam a transformação de vítima em combatente, destacando a força e a complexidade da experiência feminina diante do perigo.

O diretor de Longlegs, Osgood Perkins, elogiou a capacidade de Monroe de ser "transparente" em sua atuação, permitindo que o público veja diretamente a alma de suas personagens, criando uma conexão empática imediata, o que a torna uma protagonista ideal para o cinema de terror.

## Vida pessoal
Monroe esteve em um relacionamento com o ator Joe Keery de 2017 a 2022. Eles se conheceram no set do filme After Everything. O casal fez várias aparições públicas juntos em eventos e estreias de filmes. O término foi especulado no final de 2022 e posteriormente confirmado.
Desde o final de 2023, Monroe está em um relacionamento com Dalton Gomez, corretor de imóveis de luxo e ex-marido da cantora Ariana Grande. A informação de que Monroe teria um relacionamento com a cantora Miley Cyrus, presente em versões anteriores de artigos online, é infundada e nunca foi corroborada por fontes confiáveis.

## Filmografia

### Cinema
| Ano  | Título original                                     | Título no Brasil                              | Papel              | Notas                                    |
| ---- | --------------------------------------------------- | --------------------------------------------- | ------------------ | ---------------------------------------- |
| 2012 | At Any Price                                        | A Qualquer Preço                              | Cadence Farrow     |                                          |
| 2013 | The Bling Ring                                      | Bling Ring: A Gangue de Hollywood             | Garota na praia    | Não creditada                            |
| 2013 | Labor Day                                           | Refém da Paixão                               | Mandy              |                                          |
| 2014 | The Guest                                           | O Hóspede                                     | Anna Peterson      |                                          |
| 2014 | It Follows                                          | Corrente do Mal                               | Jay Height         |                                          |
| 2015 | Echoes of War                                       | Ecos de Guerra                                | Abigail Riley      |                                          |
| 2016 | The 5th Wave                                        | A 5ª Onda                                     | Ringer             |                                          |
| 2016 | Independence Day: Resurgence                        | Independence Day: O Ressurgimento             | Patricia Whitmore  |                                          |
| 2016 | Bokeh                                               | Bokeh                                         | Jenai              |                                          |
| 2017 | Hot Summer Nights                                   | Noites Quentes de Verão                       | McKayla Strawberry |                                          |
| 2017 | The Scent of Rain and Lightning                     | O Cheiro da Chuva e dos Raios                 | Jody Linder        |                                          |
| 2017 | Mark Felt: The Man Who Brought Down the White House | Mark Felt: O Homem que Derrubou a Casa Branca | Joan Felt          |                                          |
| 2018 | After Everything                                    | Depois de Tudo                                | Mia                |                                          |
| 2018 | Tau                                                 | Tau                                           | Julia / Cobaia 3   |                                          |
| 2018 | Greta                                               | Obsessão                                      | Erica Penn         |                                          |
| 2019 | Honey Boy                                           | O Preço do Talento                            | Sandra             |                                          |
| 2019 | Villains                                            | Vilões                                        | Jules              |                                          |
| 2020 | The Sound of Philadelphia                           | O Som da Filadélfia                           |                    | Lançado no Brasil como Brothers by Blood |
| 2020 | Flashback                                           | Flashback                                     | Cindy Williams     |                                          |
| 2022 | Watcher                                             | Observador                                    | Julia              | Também produtora executiva               |
| 2022 | Significant Other                                   | Significant Other                             | Ruth               |                                          |
| 2023 | God Is a Bullet                                     | Na Mira do Culto                              | Case Hardin        |                                          |
| 2024 | Longlegs                                            | Longlegs: Vínculo Mortal                      | Lee Harker         |                                          |
| ASA  | They Follow                                         | ASA                                           | Jay Height         | Em desenvolvimento                       |

### Televisão
| Ano  | Título         | Papel | Notas                |
| ---- | -------------- | ----- | -------------------- |
| 2013 | Flying Monkeys | Joan  | Filme para televisão |
| 2020 | The Stranger   | Clare | 13 episódios         |

## Prêmios e indicações
| Ano                                  | Prêmio                                | Categoria                                   | Trabalho indicado | Resultado | Ref.   |
| ------------------------------------ | ------------------------------------- | ------------------------------------------- | ----------------- | --------- | ------ |
| 2014                                 | Fangoria Chainsaw Awards              | Melhor Atriz Coadjuvante                    | The Guest         | Indicado  | [ 17 ] |
| 2015                                 | Empire Awards                         | Melhor Estreante Feminina                   | It Follows        | Indicado  | [ 18 ] |
| iHorror Awards                       | Melhor Atriz em Filme de Terror       | Venceu                                      | It Follows        |           |        |
| Fright Meter Awards                  | Melhor Atriz                          | Indicado                                    | It Follows        |           |        |
| Online Film & Television Association | Melhor Performance Revelação Feminina | Indicado                                    | It Follows        |           |        |
| 2016                                 | Fangoria Chainsaw Awards              | Melhor Atriz                                | It Follows        | Venceu    | [ 19 ] |
| 2023                                 | Fangoria Chainsaw Awards              | Melhor Atriz Coadjuvante                    | Watcher           | Indicado  | [ 20 ] |
| 2024                                 | Astra Film Awards                     | Melhor Atriz em Filme de Terror ou Thriller | Longlegs          | Pendente  | [ 21 ] |